# Minh Quán
Minh Quán là một xã thuộc huyện Trấn Yên, tỉnh Yên Bái, Việt Nam.

## Địa lý
Xã Minh Quán nằm ở vùng thấp thuộc huyện Trấn Yên, có vị trí địa lý:
- Phía đông và phía nam giáp xã Cường Thịnh
- Phía tây giáp thị trấn Cổ Phúc
- Phía bắc giáp xã Hòa Cuông và huyện Yên Bình.

Xã Minh Quán có diện tích 18,12 km², dân số năm 2019 là 3.753 người, mật độ dân số đạt 207 người/km².

## Hành chính
Xã Minh Quán được chia thành 10 thôn: 1, 2, 3, 4, 5, 6, 7, 8, 9, 10.

## Lịch sử
Ngày 28 tháng 12 năm 2022, UBND tỉnh Yên Bái ban hành Quyết định số 2679/QĐ-UBND về việc công nhận thị trấn Cổ Phúc và vùng phụ cận (bao gồm một phần các xã: Việt Thành, Nga Quán, Minh Quán, Hòa Cuông, Y Can) đạt tiêu chí đô thị loại V.